# Joseph Daëne
Joseph Daëne, né le 12 août 1858 à Bordeaux où il est mort le 11 août 1947, est un organiste français.

## Biographie
Joseph Daëne est né en 1858.
Il est organiste de l'église Saint-Ferdinand de Bordeaux.
Il a inauguré les orgues de Notre-Dame de l'Assomption de La Roche-Chalais, et de l'église Notre-Dame de Sainte-Foy-la-Grande le 19 juillet 1893.
Il correspond avec la compositrice Mel Bonis notamment vers 1905. Elle lui dédie sa Barcarolle-Étude pour laquelle il la remercie. Joseph Daëne va particulièrement aider la compositrice à procéder à la registration de ses compositions. Il correspond également avec Pierre Domange, le fils de la compositrice, en 1946.
Il meurt à Bordeaux en 1947.

## Sources
- Étienne Jardin, Mel Bonis (1858-1937) : parcours d'une compositrice de la Belle Époque, 2020 (ISBN 978-2-330-13313-9 et 2-330-13313-8, OCLC 1153996478, lire en ligne)